# Pfullingen
Pfullingen est une ville de Bade-Wurtemberg (Allemagne), située dans l'arrondissement de Reutlingen, dans la région Neckar-Alb, dans le district de Tübingen.

## Jumelages
Au 20 février 2019, Pfullingen est jumelée avec :
- Passy (Haute-Savoie) (France) depuis 1985.